# Culture finlandaise
 (avril 2015).
Si vous disposez d'ouvrages ou d'articles de référence ou si vous connaissez des sites web de qualité traitant du thème abordé ici, merci de compléter l'article en donnant les références utiles à sa vérifiabilité et en les liant à la section « Notes et références ».

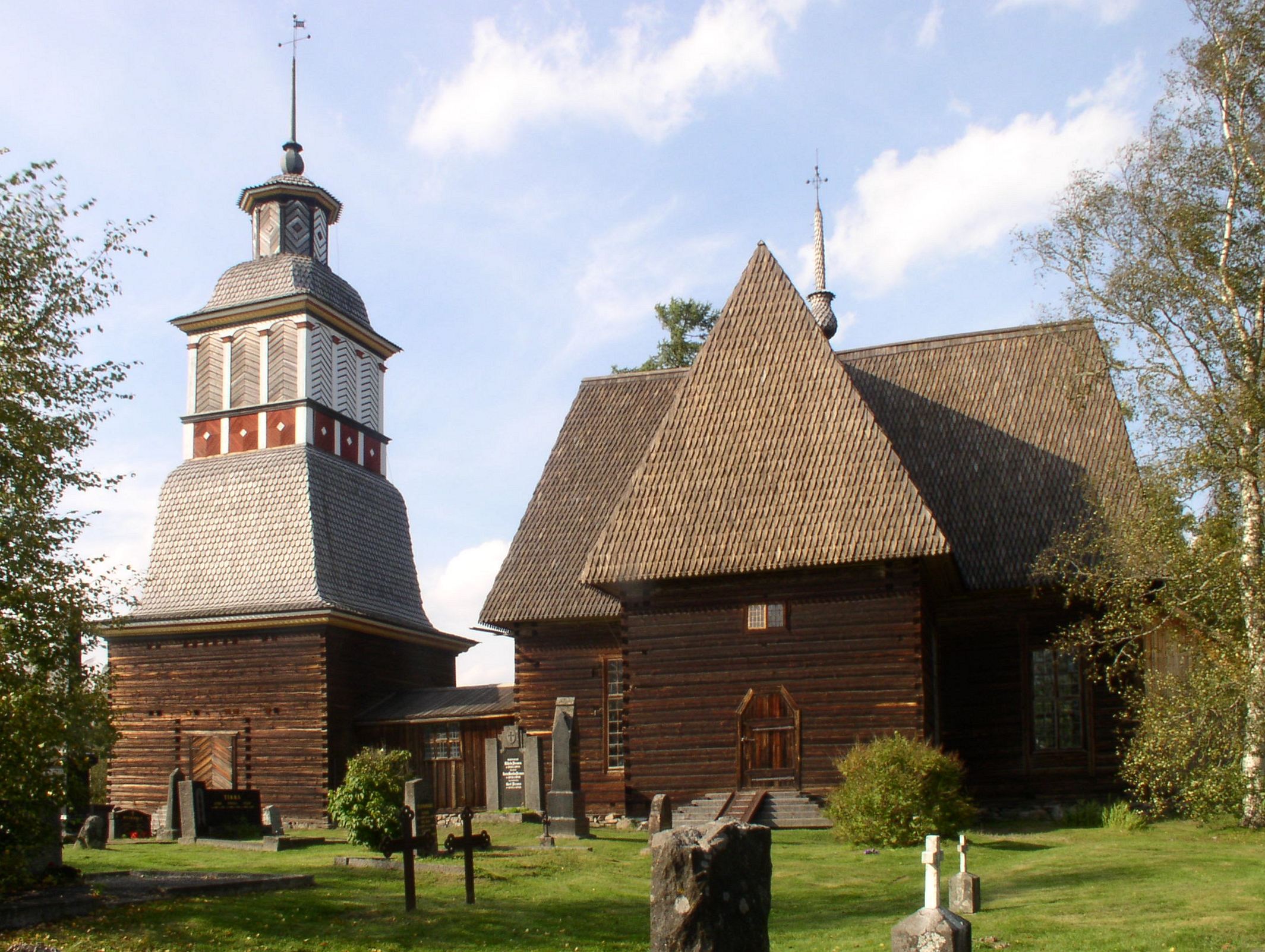
Vieille église luthérienne en bois de Petäjävesi.

La culture de la Finlande, pays nordique de l'Europe du Nord, désigne d'abord les pratiques culturelles observables de ses habitants (environ 5,5 millions, selon une estimation de 2017,  diaspora finlandaise (en) non comprise).
La culture finlandaise est propre à la Finlande, et se distingue notamment de celles des pays voisins. En dépit d'un siècle au sein de la Russie, et d'une frontière de plus de mille kilomètres avec ce pays, les influences culturelles russes sont bien moins fortes que les influences suédoise et allemande.
Le sentiment d'identité culturelle finlandaise est né au XIXe siècle, quand la Finlande faisait partie de la Russie, et que cette dernière a laissé naître, voire encouragé, le sentiment d'identité nationale.
La culture finlandaise est notamment célébrée le 28 février, dans le cadre du Jour du Kalevala.

## Langues, peuples, cultures

### Langues
- Langues en Finlande, Langues de Finlande
- Finnois (langue officielle, > 85 %)
  - Querelle de langues en Finlande (en)
- Suédois (langue officielle, > 5 %), Suédois finlandais (en), Suédois d'Åland (en)
- Estonien (< 2 %)
- Russe (~ 1,5 %)
- Anglais
  - Finglish
- Langues sames (0,04 %)
- Langues des émigrations anciennes et récentes

### Peuples
- Groupes ethniques en Finlande
- Autochtones (ou voisins)
  - Samis (<10 000 en Finlande, sur un total de 140 000)
  - Tchoudes
  - Finnois (peuple)
    - Finnois d'Ingrie (25 000)
    - Caréliens ou Finnois de la Baltique
    - Skogfinns
    - Savoniens (en) (Savonie)
    - Tornédaliens (Tornédalie, fleuve Torne, Tornio, meänkieli)

  - Estoniens
  - Russes
  - Suédois en Finlande, Suédois d'Åland
- Immigration ancienne
  - Tatars finlandais (en) (1 000)
  - Roms, Finnish Kale (en) (10 000), Sajos (en), Sámi Čuvgehussearvi (en)
  - Juifs (1 300)
- Immigration en Finlande (en)
  - New Finn (en)
  - Communauté somalienne de Finlande (10 000)
  - Turcs en Finlande (en) (10 000)
  - Assyriens en Finlande (en) (300)
  - Indiens en Finlande (en) (1 200)
  - Kurdes en Finlande (en) (10 000)
  - Vietnamiens en Finlande (en) (2 100)
- Démographie de la Finlande
- Diaspora finlandaise (en), Finno-Canadiens (environ 136 000), Finno-Américains (>0,6 M)
- Minorités finnophones hors de Finlande : Kvènes, Caréliens, Skogfinns

## Traditions

### Religion(s)
- Religion en Finlande, Religion en Finlande (rubriques)
- Bouddhisme dans le monde, Christianisme par pays, Nombre de musulmans par pays, Nombre de Juifs par pays , Irréligion
- Christianisme en Finlande (en) (75 %, en 2015), Christianisme en Finlande (rubriques)
  - Protestantisme : Luthéranisme (98 % en 1900, 73 % en 2015), Église évangélique-luthérienne de Finlande, Suomen Vapaakirkko, Pentecôtisme (50 000)
  - Orthodoxie (1,1 %)
  - Autres : Témoins de Jéhovah (19 000), Mormons (3 200)
  - Catholicisme en Finlande (10 000, principalement d'origine polonaise)
- Autres spiritualités (1 à 2 %)
  - Islam en Finlande (entre 10 000 et 50 000, dont 800 Tatars finlandais (en))
  - Judaïsme (1 500), Histoire des Juifs en Finlande, Antisémitisme en Finlande (en)
  - Foi baha'ie en Finlande (en)
  - Hindouisme en Finlande (en)
  - Bouddhisme en Finlande (en)
  - Sikhisme en Finlande (en)
  - Foi baha'ie en Finlande (en)
  - Ásatrú
  - Théosophie en Scandinavie (en)
  - Religion samie
  - Religion finnoise antique
  - Perkele
- Irréligion en Finlande (en) (0 % en 1900, 25 % en 2015)

### Symboles
- Armoiries de la Finlande, Drapeau de la Finlande
- Maamme, hymne national finlandais

### Folklore et Mythologie
- Religion samie
- Religion finnoise antique
- Mythologie finnoise, Mythologie finnoise (rubriques)
- Mythologies fenniques (en)
- La mythologie finnoise fut compilée et mise sous forme écrite par Elias Lönnrot sous le titre Le Kalevala.
- Fakelore, Livre de Vélès

### Pratiques
- Nisse (folklore) (lutin)

### Fêtes
- Fêtes et jours fériés en Finlande
- Fêtes en Finlande
  - Midsummer
  - Fête de la Saint-Étienne
  - Jour de l'indépendance de la Finlande
  - Noël en Finlande
- Festivals culturels et artistiques en Finlande
- Joulupukki (Père Noël en Finlande)

## Société
- Loi de Jante (1933)
- Personnalités finlandaises par profession
- Liste de Finlandais (en)
- Démographie de la Finlande
- Immigration en Finlande (en)
- Diaspora finlandaise (en)
  - Finno-Américains
- Violence sexuelle en Finlande (en)
- Puukkojunkkari (en) (combattants au couteau)
- Enchère des pauvres
- Classements internationaux de la Finlande (en)
- Liste de communautés utopiques en Finlande (en)
- Franc-maçonnerie en Finlande

### Famille
- Femmes en Finlande (en)
- Droits LGBT en Finlande, LGBT en Finlande (rubriques), Histoire LGBT en Finlande (en)
- Elterngeld (en), Prestation d'accueil du jeune enfant

#### Noms
- Patronymes, noms finlandais (en)
- Prénoms
- Finnicisation des noms de famille

#### Mariage
- Différents types de relation maritale

#### Décès
- Vieillesse en Finlande
- Mort en Finlande
- Funérailles en Finlande

### Éducation
- Système éducatif en Finlande
- Ylioppilastutkinto (équivalent du baccalauréat)
- Programme PISA
- Université en Finlande[1]
- Ministère de l'Éducation et de la Culture (Finlande)
- Liste des pays par taux d'alphabétisation, Liste des pays par IDH

#### Sciences
- Académie de Finlande
- Association scientifique finlandaise
- Académie finlandaise des sciences
- Société finno-ougrienne
- Instituts culturels et universitaires finlandais

### Droit
- Droit finlandais, Droit ålandais
- Avortement en Finlande
- Prostitution en Finlande (en)
- Racisme en Finlande (en)
- Traite des êtres humains en Finlande
- Criminalité en Finlande (en)
- Obtshak (en)
- Lois sur les armes en Finlande (en)
- Corruption en Finlande (en)
- Droits de l'homme en Finlande (en)
- Rapport Finlande 2016-2017 d'Amnesty International

### État
- Histoire de la Finlande
- Politique en Finlande
- Liste de guerres impliquant la Finlande (en)
- Tueries de masse en Finlande
- Liste des guerres contemporaines, Chronologie de révolutions et de rébellions
- Liste de coups d'état en Finlande (en), page Wikipédia en anglais
- Liste de communautés utopiques finlandaises (en), page Wikipédia en anglais
- Mouvement fennomane (1820-1880)
- Carélianisme (1850-1900)
- Grande Finlande

### Divers
- Synty (en), ancien concept finlandais de connaissance par les origines
- Distractions (Amusement) en Finlande
- Jeux en Finlande
- Jeu d'argent en Finlande : Casino d’Helsinki, Veikkaus
- Emploi / chômage ?
- Coût de la vie[2] : en décembre 2017, le salaire moyen mensuel serait de 3 633 euro (contre 2 900 en France).

### Stéréotypes

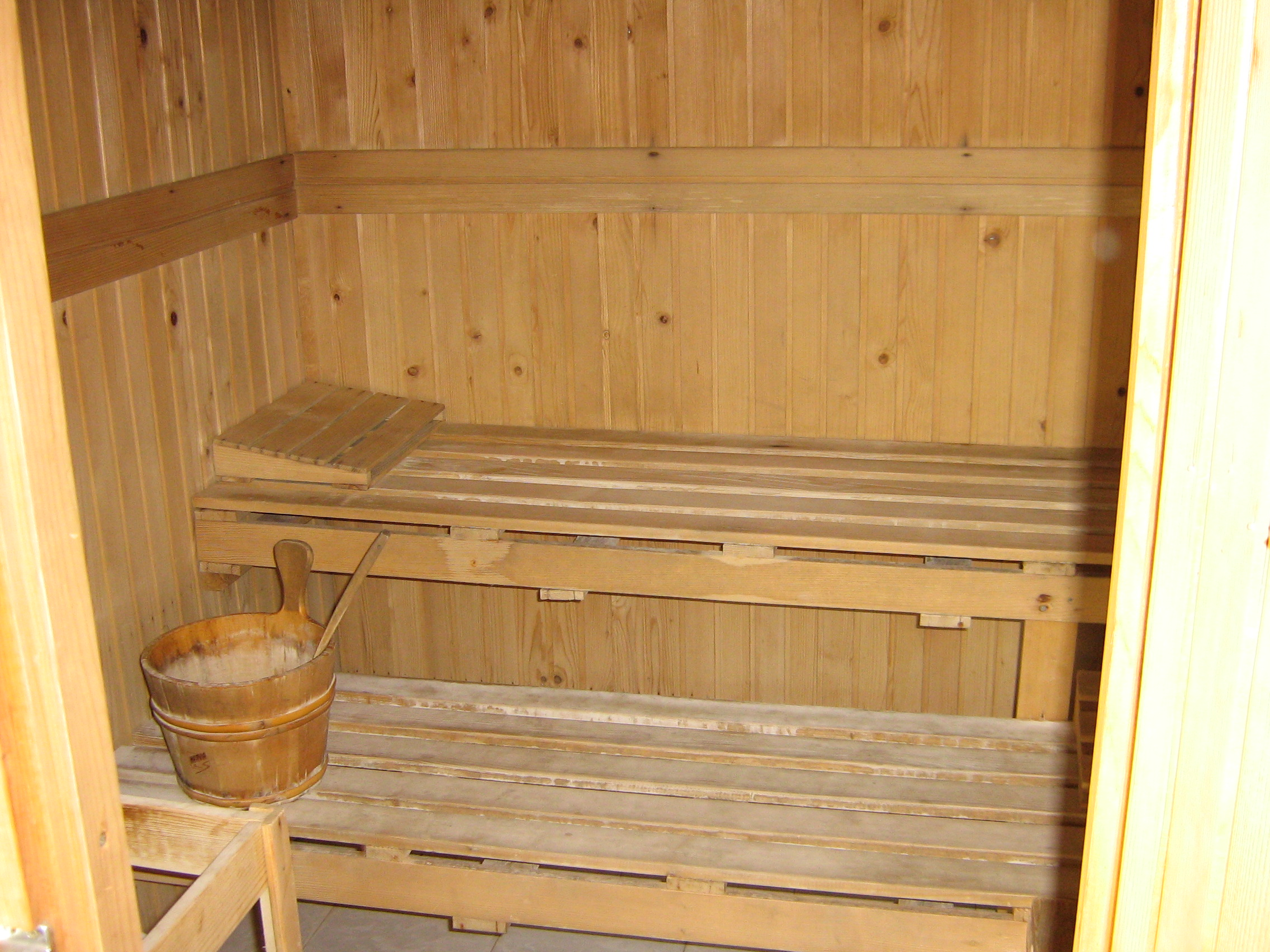
Le sauna, composante forte et emblématique de la culture finlandaise.
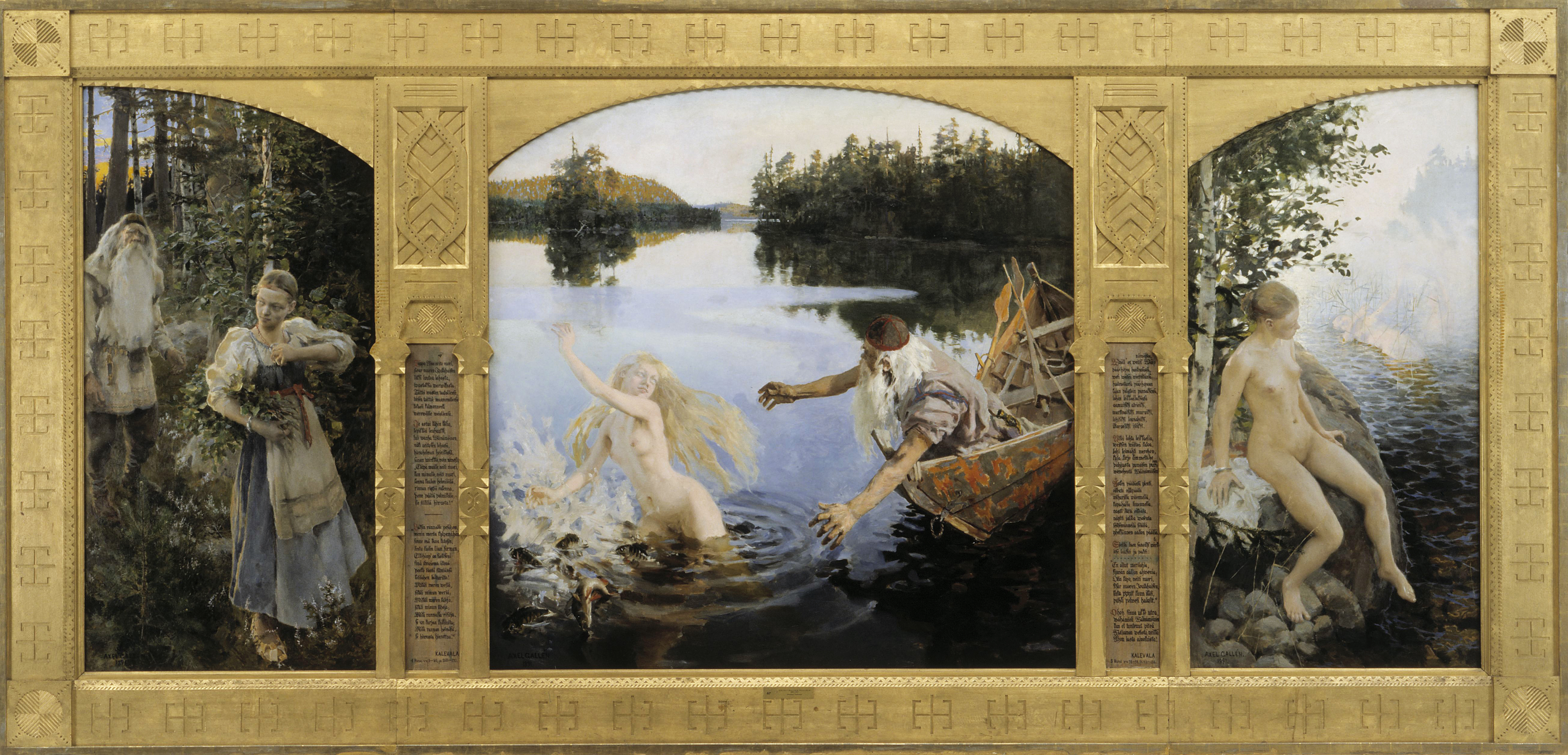
Triptyque de Akseli Gallen-Kallela, représentant une scène du Kalevala.
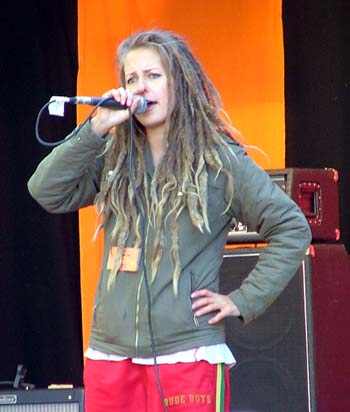
Mariska, une artiste de hip-hop finlandaise.
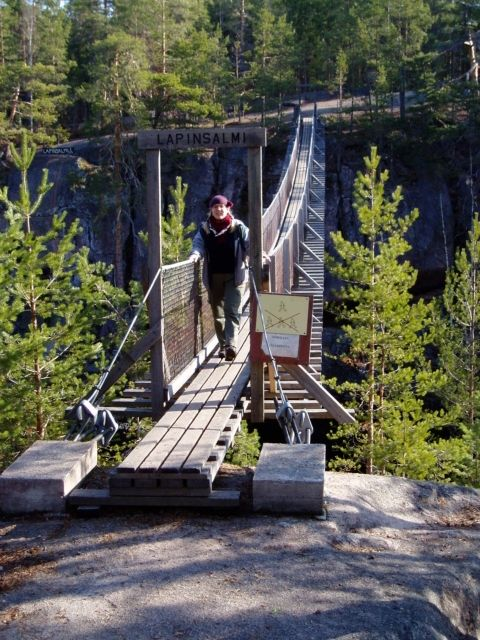
Parc national de Repovesi.

- La culture finlandaise, c'est aussi : le sauna, Sisu, Salmiakki, le mölkky.

## Arts de la table

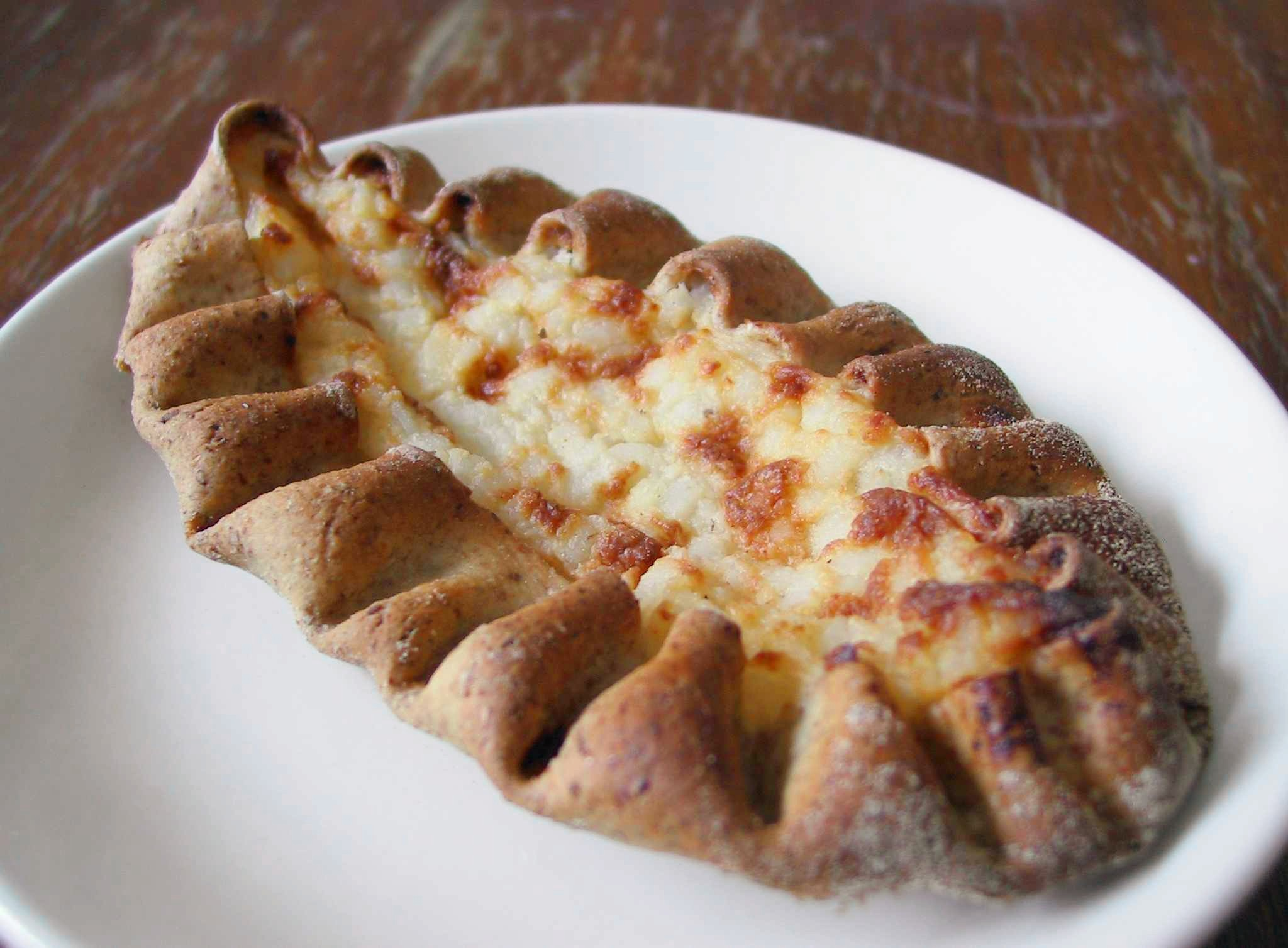
Karjalanpiirakka, une pâtisserie finlandaise traditionnelle.

### Cuisine(s)
- Cuisine finlandaise
- Cuisine finlandaise (rubriques)
- Liste de plats traditionnels finlandais
- Liste de fromages finlandais

### Boisson(s)
- Sahti
- Sima
- Bière
- Classification des bières en Suède et Finlande (en)
- Whisky finlandais (en)
- Vodka : Finlandia (vodka), Koskenkorva Viina, Ström Vodka (en)
- Salmiakki Koskenkorva
- Garage (en)
- Kilju
- Lakka (de)
- Marskin ryyppy

## Santé
- Santé, Santé publique, Protection sociale
- Santé en Finlande (en), Santé en Finlande (rubriques)
- Maladie de Pogosta
- Protection sociale en Finlande (en)
  - Paquet de maternité
- Drogues
  - Tabagisme en Finlande (en), Cannabis en Finlande, Liste des pays par taux de tabagisme
  - Prohibition de l'alcool en Finlande
    - People's Democratic Temperance League (en), People's Temperance League (Finlande) (en)
- Liste des pays par taux de natalité
- Liste des pays par taux de suicide

### Activités physiques
- Sauna, Sauna finlandais
- Promenade, randonnée, trek, marche nordique
- course d'orientation
- Sports d'équipe : floorball, hockey sur glace,
- Ski, ski de fond, saut à ski (de nombreuses villes, de Lappeenranta à Vöyri, disposent de leur tremplin)
- Course automobile

### Sports
- Sport en Finlande, Sport en Finlande (rubriques)
- Sportifs finlandais
- Finlande aux Jeux olympiques
- Finlande aux Jeux paralympiques, Jeux paralympiques
- Sport équestre, Jeux équestres mondiaux
- Sports insolites en Finlande

### Arts martiaux
- Arts martiaux en Finlande

## Média
- Média en Finlande, Média en Finlande (rubriques)[3],[4]
- Journalistes finlandais
- Télécommunications en Finlande (en)
- Censure en Finlande (en)

### Presse
- Presse écrite en Finlande (rubriques)
- Liste de journaux en Finlande
- Liste de magazines en Finlande
- Liberté d'expression en Finlande (en)

### Radio
- Radio en Finlande (rubriques)
- Liste des stations de radio en Finlande

### Télévision
- Télévision en Finlande (rubriques), Télévision en Finlande (depuis 1957)

### Internet (.fi)
- Internet en Finlande (en)
- Censure en Finlande (dont internet) (en)
- Blogueurs finlandais, Blogs d'expatriés en Finlande[5]
- Sites web finlandais[6]
- Sites web fréquentés en Finlande[7]
- Presse en ligne[8]
- Revue de presse quotidienne[9]

## Littérature
- Littérature finlandaise
- Écrivains finlandais, Liste d'écrivains finlandais
- Société de littérature finnoise
- Livres finlandais
- Liste de prix littéraires finlandais (> 60)

### Écrivains contemporains
- Écrivains finlandais du XXIe siècle (en)
- Arto Paasilinna (1942-)
- Bo Carpelan (1926-2011)

## Artisanats
- Artisanat d'art, Artisanat par pays
- Arts appliqués, Arts décoratifs
- Artisanat finlandais
- Friends of Finnish Handicraft (en)
- Moumines

### Design
- Designers finlandais
- Design finlandais

### Textiles, cuir, papier
- Vêtements finlandais
- Entreprises liées au secteur de l'habillement ayant leur siège en Finlande
- Artistes textiles finlandais : Maria Elisabet Öberg (en), Marianne Strengell (en), Margaretha Zetterberg (en)

### Poterie, céramique, faïence
- Céramistes finlandais, Willy Finch (1854-1930), Heidi Blomstedt (1911-1982), Michael Schilkin (en) (1900-1962), Ulla Procopé (en) (1921-1968)
- Poterie finlandaise, Céramique finlandaise
- Céramique scandinave, Céramique des Pays baltes

### Verrerie d'art
- Verre soufflé finlandais

### Joaillerie, bijouterie, orfèvrerie
- Bijouterie finlandaise

## Arts visuels
- Arts visuels, Arts plastiques, Art sonore
- Art finlandais
- Écoles d'art par pays, Écoles d'art en Finlande
  - Académie des beaux-arts d'Helsinki, Université des arts d'Helsinki
  - École supérieure Aalto d'art, de design et d'architecture d'Helsinki
  - The Helsinki School (en), IDBM (en), Media Lab Helsinki (en)
- Artistes finlandais
- Artistes contemporains finlandais
- Kiasma, Maison Finlandia, etc.

### Dessin
- Dessinateurs finlandais, Dessinatrices finlandaises
- Graveurs finlandais
- Illustrateurs finlandais
- Affichistes finlandais
- Auteurs finlandais de bande dessinée
- Bande dessinée finlandaise

### Peinture
- Peinture finlandaise, Art finlandais, principalement peinture finlandaise
- Âge d'or de l'art finlandais (1880-1910)
- Peintres finlandais
- Liste de peintres finlandais nés avant 1820
- Liste de peintres finlandais (en)
- Tableaux de peintres finlandais : L'Ange blessé, Démasquée, La Légende d'Aïno, Sortie dans le monde

### Sculpture
- Sculpture finlandaise, Sculpture en Finlande, Sculpture en Finlande (rubriques)
- Sculpteurs finlandais
- Sculptures en Finlande
- Art rupestre en Finlande (en)

### Architecture
- Architectes finlandais
- Architecture en Finlande (rubriques)
- Architecture de la Finlande
- Urbanisme en Finlande (rubriques)
- Liste de bâtiments conçus par Alvar Aalto

### Photographie
- Photographes finlandais
- Catégorie:Photographie en Finlande (de)

### Graphisme
- Graphistes finlandais

## Arts du spectacle
- Spectacle vivant, Performance, Art sonore
- Mika Häkkinen, Kimi Räikkönen, Ari Vatanen, The Rasmus, Jari Litmanen, Apocalyptica, Ville Valo, Lordi (groupe de heavy metal gagnant du Concours Eurovision de la chanson 2006)…

### Musique(s)
- Musique finlandaise
- Rock finlandais
- Musique finlandaise (rubriques)
- Musiciens finlandais
- Chanteurs finlandais
- Opéra national de Finlande
- Société Sibelius de Finlande
- Liste de festivals de musique en Finlande

### Danse
- Danse en Finlande
- Danse en Finlande (rubriques)
- Liste de danses
- Danseurs finlandais
- Chorégraphes finlandais
- Festivals : Kaustinen Folk Music Festiva, Tangomarkkinat

### Théâtre
- École supérieure de théâtre d'Helsinki
- Théâtre national de Finlande
- Théâtre d'Alexandre (1876)
- Théâtre des travailleurs de Tampere
- Dramaturges finlandais
- Pièces de théâtre finlandaises
- Metteurs en scène finlandais
- Théâtre en Finlande (fi) (à créer)
- Salles de théâtre en Finlande
- Spex (theatre) (en)
- Prix de la pièce radiophonique pour les aveugles (1967-)

### Autres scènes: marionnettes, mime, pantomime, prestidigitation
Les arts mineurs de scène, arts de la rue, arts forains, cirque, théâtre de rue, spectacles de rue, arts pluridisciplinaires, performances manquent encore de documentation pour le pays…
Pour le domaine de la marionnette, on relève : Arts de la marionnette en Finlande, sur le site de l'Union internationale de la marionnette UNIMA).
- Art finlandais de la marionnette[10]
- Kalle Nyström (1865-1933),
- Bärbi Luther (1898-1979),
- Anniki Setälä ((1900-1970),
- Arva Avenius (1901-1972),
- Mona Leo (1903-1989),
- Irja & Matti Ranin, Sirppa Sivori-Asp, Ulla Raitahalme,
- Kiri Aropaltio & Sara Siren, Maija Baric & Bojan Baric,
- Kristina Hurmerinta & Anna Proszkowska, Mansi Stycz & Anna Lisa Tarvainen,
- Juha Lautkanen,
- Laura Sillanpäa (1981-)[11]
- Festival international de théâtre de marionnettes, Turku, depuis 2010[12]
- Festival international de théâtre de marionnettes, Tampere, 2014 et 2018[13]

- Catégorie:Carnaval en Finlande (en)

### Cinéma
- Cinéma finlandais
- Réalisateur finlandais, dont le plus célèbre reste Mika Kaurismäki
- Scénaristes finlandais
- Acteurs finlandais, Actrices finlandaises
- Films finlandais

### Autres
- Vidéo, Jeux vidéo, Art numérique, Art interactif
- Culture alternative, Culture underground
- Jeux vidéo développés en Finlande

## Tourisme
- Tourisme en Finlande (rubriques)
- Tourisme en Finlande (en)
- Sur WikiVoyage
- Conseils aux voyageurs pour la Finlande :
  - France Diplomatie.gouv.fr
  - Canada international.gc.ca
  - CG Suisse eda.admin.ch
  - USA US travel.state.gov

## Patrimoine
- Liste des châteaux finlandais
- Liste des statues et monuments mémoriaux d'Helsinki
- Routes historiques de Finlande
- Ponts historiques de Finlande
- Liste d'églises de géant

### Musées et autres institutions
- Liste de musées en Finlande
- Bibliothèques en Finlande

### Liste du Patrimoine mondial
Le programme Patrimoine mondial (UNESCO, 1971) a inscrit dans sa liste (au 12/01/2016) : Liste du patrimoine mondial en Finlande.

### Liste représentative du patrimoine culturel immatériel de l’humanité
Le programme Patrimoine culturel immatériel (UNESCO, 2003) a inscrit dans sa liste représentative du patrimoine culturel immatériel de l’humanité (au 10/01/2016) : aucune activité humaine.

### Registre international Mémoire du monde
Le programme Mémoire du monde (UNESCO, 1992) a inscrit dans son registre international Mémoire du monde (au 10/01/2016) :
- 1997 : La collection Adolf Erik Nordenskiöld, (université d'Helsinki)[14]
- 2009 : Archives Radziwiłł et collection de la bibliothèque Niasvij (Nieśwież) (avec la Biélorussie, la Lituanie, la Pologne, la Russie et l'Ukraine)[15]
- 2015 : Les archives du village same skolt de Suonjel Suenjel[16]

- Les personnalités finlandaises célèbres : Linus Torvalds, Elias Lönnrot, Johan Vilhelm Snellman, Johan Ludvig Runeberg, Alvar Aalto, Arto Paasilinna, Aleksis Kivi, Carl Gustaf Mannerheim, Aki Kaurismäki, Tove Jansson, Jean Sibelius et Mika Waltari.

### Filmographie
- Les Petits Matins du Monde : La Finlande, film de Charles-Antoine De Rouvre, Gédéon, Paris, 2007, 13 min (DVD)